# 6 juin
Pour les articles homonymes, voir Six-Juin.
6 mai 6 juillet
Chronologies thématiques
- Croisades
- Ferroviaires
- Sports
- Disney
- Anarchisme
- Catholicisme

Abréviations / Voir aussi
- (° 1852) = né en 1852
- († 1885) = mort en 1885
- a.s. = calendrier julien
- n.s. = calendrier grégorien
- Calendrier
- Calendrier perpétuel
- Liste de calendriers
- Naissances du jour

Le 6 juin est le 157e jour, moins souvent le 158e, de l'année du calendrier grégorien ; il en reste ensuite 208.
Son équivalent était généralement le 18 prairial du calendrier républicain ou révolutionnaire français, officiellement dénommé jour du pavot (famille botanique dont fait par exemple partie le coquelicot).

## Événements

### IXesiècle
- 848 : sacre de Charles II le Chauve qui était par le fait déjà roi des Francs / de "Francie occidentale" depuis le 11 août 843.

### Xesiècle
- 913 : Constantin VII devient empereur byzantin.

### XIVesiècle
- 1329 : hommage vassalique d'Édouard III d'Angleterre à Philippe VI de France pour le fief de Guyenne.

### XVIesiècle
- 1513 : bataille de Novare.
- 1523 : élection du roi de Suède Gustav Vasa et fin de l'union de Kalmar (fête nationale suédoise infra commémorant ce jour).

### XVIIesiècle
- 1654 : abdication de la reine Christine de Suède. Son cousin Charles X Gustave lui succède au trône.
- 1674 : Shivâjî Bhonsla est couronné roi (mahârâj) à Raigarh.

### XVIIIesiècle
- 1749 : découverte du complot du bacha.
- 1762 : début de la bataille de La Havane.
- 1774 : Louis XVI offre le domaine du Petit Trianon à son épouse Marie-Antoinette.

### XIXesiècle
- 1808 : Joseph Bonaparte devient roi d'Espagne.
- 1813 : fin de la bataille de Stoney Creek.
- 1862 : première bataille de Memphis, pendant la guerre de Sécession.
- 1867 : le tsar de Russie Alexandre II échappe à la tentative d'assassinat de Berezowski, au Bois de Boulogne, à Paris. Cet attentat entraîne une brouille avec la Russie.
- 1882 : bataille d'Embabo.

### XXesiècle
- 1919 : fin de la République de Prekmurje.

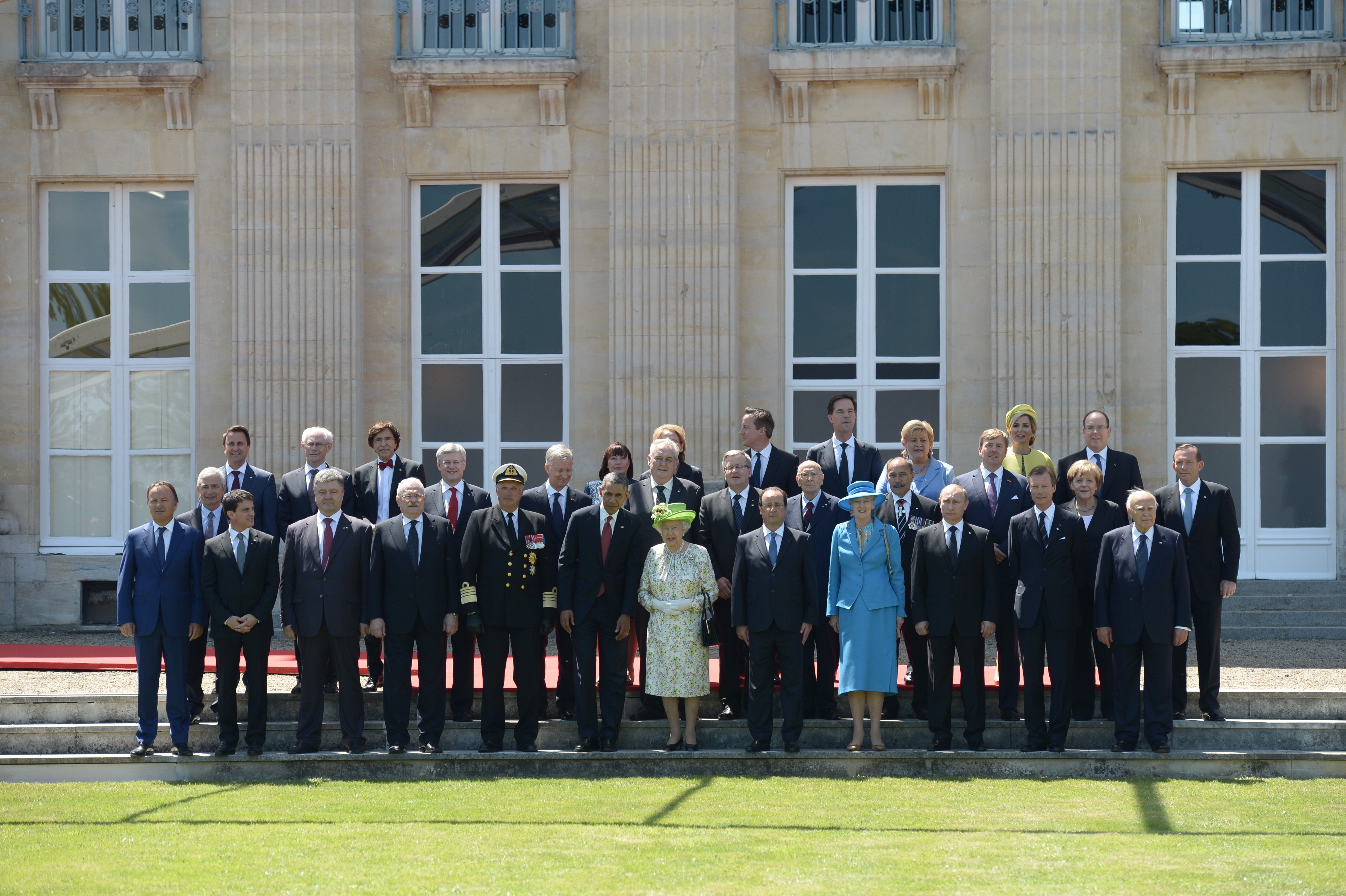
Photo officielle des chefs d’État présents aux célébrations du du débarquement de Normandie en 2014.

- 1944 : début du débarquement allié en Normandie après plusieurs reportsPhoto officielle des chefs d’État présents aux célébrations du 70e anniversaire du débarquement de Normandie en 2014. (photographie ci-contre d'une des nombreuses commémorations ayant lieu depuis).
- 1968 : décès de Bob Kennedy au lendemain de la tentative d'assassinat dont il a fait l'objet à The Ambassador Hotel, à Los Angeles, alors qu'il était en campagne dans le cadre des primaires démocrates, et venait tout juste de remporter l'État de Californie. Blessé grièvement la veille, il succombe finalement ce jour, à 1h44 du matin.
- 1982 : intervention militaire israélienne au Liban.

### XXIesiècle
- 2003 : signature d'un accord entre les représentants du gouvernement cambodgien, et ceux de l’ONU, pour l'instauration d'un tribunal pour juger les anciens khmers rouges.
- 2007 : début du sommet du G8.
- 2013 : début de la communication au public des révélations d'Edward Snowden par The Guardian.
- 2017 : début de la bataille de Raqqa, opposant les Forces démocratiques syriennes, et la coalition, à l'organisation État islamique.
- 2021 : 
  - au Mexique, les élections législatives ont lieu afin de renouveler les membres de la Chambre des députés et elles sont remportées par la gauche du président López Obrador mais il perd la majorité absolue[1].
  - au Pérou, le second tour de l'élection présidentielle a lieu afin d'élire pour cinq ans le président de la République, ses vice-présidents ainsi que les 130 députés du Congrès de la République du pays[2].

- 2023 :

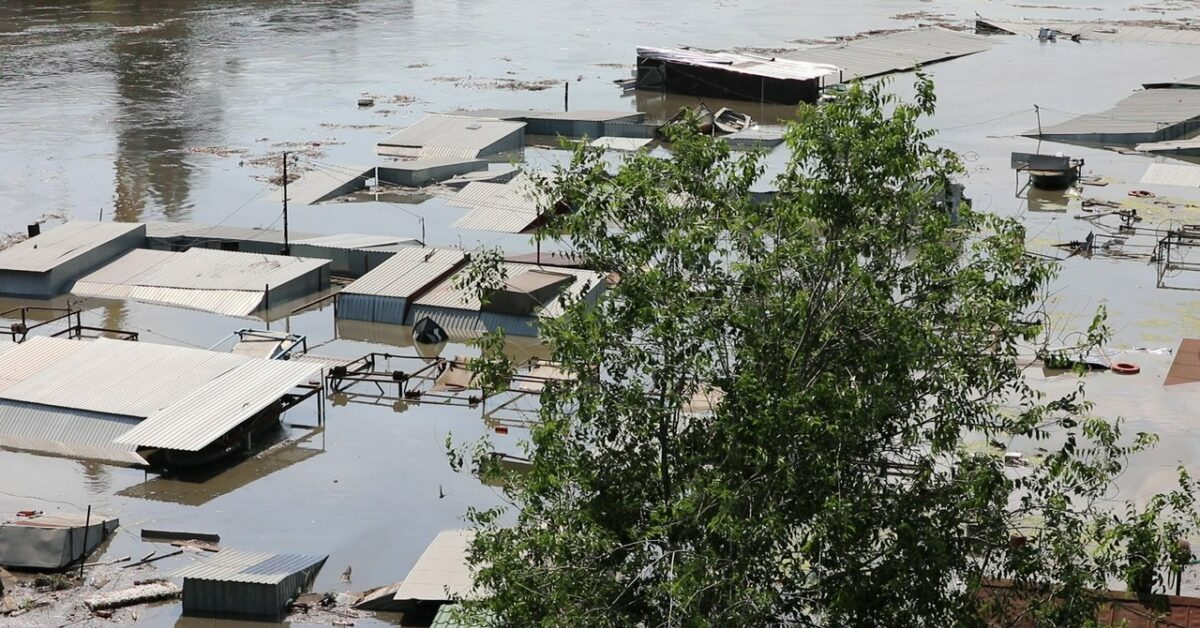
Le barrage rompu (photo du 7 juin 2023).

  - en Bulgarie, après deux ans de crise politique, un gouvernement de technocrates est formé avec le soutien des deux principaux partis du pays[3].
  - au Koweït, les élections législatives ont lieu afin de renouveler une partie des membres de l’Assemblée nationale de l'émirat. Le scrutin, organisé moins d'un an après les précédentes élections avaient vu la victoire de l'opposition avant d'être annulées courant mars 2023 mais celle-ci sort finalement renforcée du scrutin avec 29 sièges sur 50, dont 12 de partis islamistes[4].
  - en Ukraine, la destruction du barrage de Kakhovka par une explosion provoque des inondations (photo) qui entraînent des évacuations massives de population[5].

## Arts, culture et religion
- 1928 : première de l'opéra de Richard Strauss Hélène d'Égypte à Dresde en Allemagne.
- 1951 : l'ouverture de la 1re édition du festival de Berlin se fait par la projection du film Rebecca d'Alfred Hitchcock. Cette Berlinale annuelle aura ensuite lieu en février comme festival d'hiver du "grand chelem cinématographque Venise-Berlin-Cannes (respectivement en été/automne-hiver-printemps boréaux).
- 1973 : Brigitte Bardot décide d'arrêter le cinéma en plein tournage en costume médiéval près de Sarlat du film de Nina Companeez "Colinot trousse-chemise", en y sauvant une chevrette d'un méchoui en sa défaveur[6].
- 2004 : le président de l'Inde Avul Pakir Jainulabdeen Abdul Kalam y fait accorder le statut officiel de Classical Language (« langue classique ») au tamoul[7].

## Sciences et techniques
- 1882 : le fer à repasser électrique est inventé et breveté par l'expert new-yorkais en électronique Henry W. Seely.
- 1954 : la première émission officielle en Eurovision est diffusée depuis Montreux en Suisse romande.
- 2012 : deuxième et dernier transit de Vénus devant le Soleil du XXIe siècle. Les suivants auront lieu en 2117 et 2125.

## Économie et société
- 1887 : John Styth Pemberton fait inscrire au registre du commerce la marque Coca-Cola.
- 1912 : début de l'éruption du Novarupta.
- 2002 : un astéroïde non détecté, d'environ dix mètres de diamètre, se désagrège, lors de son passage dans l'atmosphère terrestre, au-dessus de la pleine mer, entre la Grèce et la Libye. Le choc qui en résulte est estimé à 26 kilotonnes, soit une force plus puissante que celle provoquée par la bombe atomique lâchée sur Nagasaki (événement de la Méditerranée orientale).
- 2004 : Gastón Gaudio remporte le tournoi simples-messieurs de tennis de Roland-Garros.

## Naissances

### XIIIesiècle
- 1236 : Wen Tianxiang, général, homme politique d'État et écrivain chinois († 9 janvier 1283).
- 1296 : Ladislas de Legnica, duc polonais († après le 13 janvier 1352).

### XVesiècle
- 1436 : Regiomontanus (Johannes Müller von Königsberg dit), mathématicien, astronome, astrologue et évêque allemand († 6 juillet 1476).

### XVIesiècle
- 1502 : Jean III, roi du Portugal de 1521 à 1557 († 11 juin 1557).
- 1519 : Andrea Cesalpino, médecin, philosophe et botaniste italien († 23 février 1603).
- 1576 : Giovanni Diodati, théologien protestant italien († 3 octobre 1649).
- 1580 : Godefroy Wendelin, astronome flamand († 24 octobre 1667).
- 1599 : Diego Vélazquez, peintre espagnol († 6 août 1660).

### XVIIesiècle
- 1606 : Pierre Corneille, dramaturge français († 1er octobre 1684).
- 1622 : Claude-Jean Allouez, missionnaire et explorateur franco-américain († 28 août 1689).
- 1638 : Gerrit Berckheyde, peintre néerlandais († 14 juin 1698).
- 1661 : Giacomo Antonio Perti, compositeur italien († 10 avril 1756).
- 1678 : Louis-Alexandre de Bourbon, comte de Toulouse, duc de Penthièvre, d’Arc, de Châteauvillain et de Rambouillet, aristocrate et officier de marine français, fils de Louis XIV († 1er décembre 1737).
- 1699 : Johann Georg Estor, théoricien, historien et collectionneur allemand († 25 octobre 1773).

### XVIIIesiècle
- 1714 : Joseph Ier, roi du Portugal de 1750 à 1777 († 24 février 1777).
- 1735 : Anton Schweitzer, compositeur allemand († 23 novembre 1787).
- 1740 : Louis-Sébastien Mercier, écrivain français († 25 avril 1814).
- 1743 : Anicet Charles Gabriel Lemonnier, peintre français († 17 août 1824).
- 1745 : Marie-Emmanuelle Bayon, compositrice, pianiste et salonnière française (†  29 mars 1825).
- 1755 : Nathan Hale, soldat américain († 22 septembre 1776).
- 1756 : John Trumbull, peintre et soldat américain († 10 novembre 1843).
- 1772 : Marie-Thérèse de Bourbon-Naples, impératrice consort du Saint-Empire et d'Autriche, reine consort de Germanie, de Bohême et de Hongrie et archiduchesse consort d'Autriche († 13 avril 1807).
- 1774 : Jean-Pierre Piat, général de l'Empire français († 12 avril 1862).
- 1780 : Antonio Sáenz (es), prêtre, avocat et homme politique argentin († 22 juillet 1825).
- 1799 : Alexandre Pouchkine, écrivain russe († 10 février 1837).

### XIXesiècle
- 1807 : Adrien-François Servais, violoncelliste et compositeur belge († 26 novembre 1866).
- 1809 : Karl Heinrich Emil Koch, botaniste allemand († 25 mai 1879).
- 1810 : Friedrich Wilhelm Schneidewin, philologue allemand († 11 janvier 1856).
- 1821 : François-Marie Luzel, folkloriste et poète breton († 26 février 1895).
- 1829 : Honinbo Shusaku, joueur de go japonais († 3 septembre 1862).
- 1834 : Jules Audent, homme politique, avocat et administrateur de société belge († 6 octobre 1910).
- 1837 : Bonifacia Rodriguez Castro, religieuse espagnole, fondatrice de la congrégation des Servantes de Saint Joseph († 8 août 1905).
- 1840 : Modesto Omiste Tinajeros (es) († 1898).
- 1841 : Eliza Orzeszkowa, femme de lettres polonaise († 18 mai 1910).
- 1844 : Constantin Savitski, peintre russe († 13 février 1905).
- 1850 : Ferdinand Braun, physicien allemand, prix Nobel de physique 1909 († 20 avril 1918).
- 1857 : Alexandre Liapounov, mathématicien russe († 3 novembre 1918).
- 1862 : Henry Newbolt, poète, écrivain et historien anglais († 19 avril 1938).
- 1865 : Antoon Jozef Witteryck, instituteur et éditeur belge († 3 juillet 1934)).
- 1867 : David Thomas Abercrombie, avocat et homme d'affaires américain, cofondateur d'Abercrombie & Fitch († 29 août 1931).
- 1868 : Robert Falcon Scott, officier naval et explorateur britannique († 29 mars 1912).
- 1869 : Siegfried Wagner, compositeur et chef d'orchestre allemand († 4 août 1930).
- 1871 : Oscar Wisting, explorateur polaire norvégien († 5 décembre 1936).
- 1872 : Alix de Hesse-Darmstadt (rebaptisée Alexandra Feodorovna), impératrice de Russie, épouse du tsar Nicolas II († 17 juillet 1918).
- 1873 : José Juan Dómine (ca), écrivain et médecin espagnol, fondateur de la compagnie navale Trasmediterránea (es) († 11 octobre 1931).
- 1874 : Nicola Canali, prélat italien († 3 août 1961).
- 1875 : Thomas Mann, écrivain allemand, prix Nobel de littérature 1929 († 12 août 1955).
- 1877 : H. J. Fleure, géographe britannique originaire de Guernesey († 1er juillet 1969).
- 1878 : Vincent de Moro-Giafferi, avocat et homme politique français († 15 février 1956).
- 1879 :
  - José de Charmoy, sculpteur français († 13 novembre 1914).
  - Étienne Broch d'Hotelans, capitaine d'infanterie († 1er septembre 1914).
- 1886 : Salvador Mazza (en), médecin et bactériologue argentin († 9 novembre 1946).
- 1890 : Ted Lewis, chanteur et musicien américain († 25 août 1971).
- 1891 :
  - Erich Marcks, général allemand († 12 juin 1944).
  - Ignacio Sánchez Mejías, matador espagnol († 13 août 1934).
  - Masti Venkatesha Iyengar (en), écrivain indien de langue kannada († 6 juin 1986).
- 1893 : Otto Pankok (de), peintre et sculpteur allemand († 10 octobre 1966).
- 1894 : Violet Trefusis, romancière britannique († 1er mars 1972).
- 1896 :
  - Italo Balbo, homme politique, militaire et aviateur italien († 28 juin 1940).
  - Henry Allingham, militaire britannique, un temps doyen masculin de l'humanité en 2009 († 18 juillet 2009).
- 1898 :
  - Walter Abel, acteur américain († 26 mars 1987).
  - Domingo Gómez-Acedo, footballeur espagnol († 1980).
  - Ninette de Valois, danseuse irlandaise († 8 mars 2001).
- 1900 :
  - Lester Matthews, acteur britannique († 5 juin 1975).
  - Manfred Sakel, psychiatre et neurophysiologiste austro-américain († 2 décembre 1957).
  - Shirley Mason, actrice américaine († 27 juillet 1979).

### XXesiècle
- 1901 :
  - Ahmed Soekarno (né Koesno Sosrodihardjo), premier président indonésien, ayant exercé de 1945 à 1967 († 21 juin 1970).
  - Jan Struther (en), auteure anglaise († 20 juillet 1953).
- 1902 : Jimmie Lunceford, chef américain d’orchestre de jazz († 12 juillet 1947).
- 1903 : Aram Khatchatourian, compositeur arménien († 1er mai 1978).
- 1906 : 
  - Achille Chavée, poète belge († 4 décembre 1969).
  - Max August Zorn, mathématicien allemand († 9 mars 1993).
- 1907 : Bill Dickey, joueur et gérant américain de baseball († 12 novembre 1993).
- 1908 : Giovanni Bracco, pilote automobile italien († 6 août 1968).
- 1909 : Isaiah Berlin, philosophe britannique († 5 novembre 1997).
- 1910 : Hélène de Beauvoir, peintre française († 1er juillet 2001).
- 1912 : Maria Montez, actrice américaine († 7 septembre 1951).
- 1913 : Carlo Luigi Golino (en), auteur et critique littéraire italo-américain († 14 février 1991).
- 1915 : Vincent Persichetti, pianiste et compositeur américain († 14 août 1987).
- 1916 :
  - Hamani Diori, homme politique indépendantiste nigérien, premier président du Niger, de 1960 à 1974 († 23 avril 1989).
  - Irene von Meyendorff, actrice germano-estonienne († 28 septembre 2001).
- 1917 : Kirk Kerkorian, homme d'affaires américain, fondateur du fonds d'investissement Tracinda († 15 juin 2015).
- 1918 : Edwin G. Krebs, biochimiste américain, |prix Nobel de chimie 1992 († 21 décembre 2009).
- 1919 : Peter Carrington, homme politique britannique († 9 juillet 2018).
- 1923 :
  - Virginia C. Andrews, auteure, illustratrice, portraitiste et dessinatrice de mode américaine († 19 décembre 1986).
  - René Monory, homme politique français († 11 avril 2009).
  - Jean Pouliot, gérant multimédia canadien († 8 août 2004).
- 1924 : Alan Haines, dramaturge et acteur britannique († 17 avril 2011).
- 1925 :
  - Maxine Kumin, écrivaine et poétesse américaine († 6 février 2014).
  - Hideji Ōtaki, acteur japonais († 2 octobre 2012).
  - Maurice Séveno, journaliste français († 29 mai 2018).
  - Frank Chee Willeto, homme politique et soldat américain, 4e vice-président de la Nation navajo († 23 juin 2012).
- 1926 :
  - Torsten Andersson, peintre et illustrateur suédois († 30 mai 2009).
  - Erdal İnönü, physicien et homme politique turc, premier ministre par intérim en 1993 († 31 octobre 2007).
  - René Mella, chanteur français des Compagnons de la chanson († 30 septembre 2019).
  - Klaus Tennstedt, chef d'orchestre allemand († 11 janvier 1998).
- 1928 : İhsan Saraçlar, homme politique turc († 5 janvier 2008).
- 1929 : Sunil Dutt, acteur, réalisateur, producteur et homme politique indien († 25 mai 2005).
- 1930 :
  - Clélie Lamberty, peintre et plasticienne belge († 8 juillet 2013).
  - Frank Tyson (en), joueur et entraîneur de cricket et journaliste anglo-australien († 27 septembre 2015).
- 1932 :
  - Anne Claire Poirier, réalisatrice, scénariste et productrice québécoise.
  - David Scott, astronaute américain.
  - Billie Whitelaw, actrice anglaise († 21 décembre 2014).
- 1933 :
  - Eli Broad, homme d'affaires américain, cofondateur de KB Home († 30 avril 2021).
  - Heinrich Rohrer, physicien suisse, prix Nobel de physique 1986 († 16 mai 2013).
- 1934 :
  - Albert II, roi des Belges de 1993 à 2013.
  - Roy Innis (en), militant et homme politique américain († 8 janvier 2017).
- 1935 : Jon Malcolm Henricks, nageur australien, double champion olympique.
- 1936 :
  - Mompati Merafhe, homme politique et militaire botswanais, vice-président du Botswana de 2008 à 2012 († 7 janvier 2015).
  - Daggubati Ramanaidu (en), producteur, directeur artistique et acteur indien, fondateur de Suresh Productions (en) († 18 février 2015).
  - Levi Stubbs, chanteur américain du quartet The Four Tops († 17 octobre 2008).
- 1938 :
  - Luiz Gastão d'Orléans-Bragance, prince prétendant au trône du Brésil († 15 juillet 2022).
  - Matsuda Ryuchi, expert en arts martiaux, moine, acteur et auteur japonais († 24 juillet 2013).
- 1939 :
  - Louis Andriessen, pianiste et compositeur néerlandais († 1er juillet 2021).
  - Ed Giacomin, joueur de hockey sur glace canadien.
  - Gary U.S. Bonds, chanteur américain.
- 1940 :
  - Kumar Bhattacharyya (en), baron Bhattacharyya, ingénieur indo-anglais († 1er mars 2019).
  - Willie-John McBride, joueur international, entraîneur et gérant nord-irlandais de rugby à XV.
  - Antonella Ragno-Lonzi, escrimeuse italienne, championne olympique.
- 1941 : Alexander Cockburn, journaliste politique irlando-américain († 21 juillet 2012).
- 1943 :
  - Asif Iqbal (en), joueur de cricket pakistanais.
  - Jean-Claude Lord, réalisateur et scénariste québécois († 15 janvier 2022).
  - José de Jesús Gudiño Pelayo (es), avocat et juriste mexicain († 19 septembre 2010).
  - Richard Smalley, chimiste américain, prix Nobel de chimie 1996 († 28 octobre 2005).
- 1944 :
  - Monty Alexander, pianiste de jazz jamaïcain du groupe Clue J & His Blues Blasters (en).
  - Edgar Froese, claviériste et auteur-compositeur allemand, pionnier de la musique électronique, fondateur du groupe Tangerine Dream († 20 janvier 2015).
  - Jacques Madubost, athlète de sauts et tireur sportif français († 26 juin 2018).
  - Phillip Allen Sharp, généticien et biologiste américain, prix Nobel de physiologie ou médecine 1993.
  - Tommie Smith, athlète américain, spécialiste du sprint.
- 1945 :
  - Gérard Cholley, joueur de rugby à XV français.
  - David Dukes, acteur américain († 9 octobre 2000).
  - Arthur Shawcross, tueur en série américain († 10 novembre 2008).
  - Nikolai Velikov (en), patineur et entraîneur russe.
- 1946 : Tony Levin, musicien américain des groupes King Crimson, Liquid Tension Experiment et Bruford Levin Upper Extremities (en).
- 1947 :
  - David Blunkett, homme politique anglais, secrétaire d'État à l'Éducation et ministre du Travail et des Retraites.
  - Robert Englund, acteur américain.
  - Bernard Joyet, chanteur français.
  - Aagje « Ada » Kok, nageuse néerlandaise.
- 1948 : 
  - Rocco Buttiglione, homme politique italien.
  - Barry Maister, joueur de hockey sur gazon néo-zélandais, champion olympique.
- 1949 :
  - Noli de Castro (en), journaliste et homme politique philippin, 14e vice-président des Philippines.
  - Giannis Matzourakis (en), footballeur et entraîneur grec.
- 1950 :
  - Chantal Akerman, réalisatrice belge († 5 octobre 2015).
  - Pierrette Robitaille, actrice québécoise.
- 1951 : Dwight Twilley (en), chanteur et compositeur américain.
- 1953 : António Alberto Saraiva, homme d'affaires portugais.
- 1954 :
  - Françoise Blanchard, actrice française († 24 mai 2013)
  - Harvey Fierstein, homme de cinéma et de télévision américain.
- 1955 : Sam Simon, scénariste, producteur, réalisateur et animateur américain († 8 mars 2015).
- 1956 :
  - Björn Borg, joueur de tennis suédois.
  - Jay C. Buckley, astronaute américain.
- 1957 : 
  - Marc Goblet, syndicaliste et homme politique belge († 16 juin 2021).
  - Oscar Sisto, comédien, interprète et metteur en scène.
- 1958 : Rudi Fink, boxeur allemand, champion olympique.
- 1959 : 
  - Marouane Barghouti, homme politique palestinien.
  - Dave Schultz, lutteur américain, champion olympique.
- 1960 : 
  - Steve Vai, chanteur et guitariste américain.
  - Jozef Pribilinec, marcheur sportif slovaque, champion olympique.
- 1961 : Tom Araya, musicien chilien, chanteur et bassiste du groupe Slayer.
- 1963 :
  - Vincent Collet, joueur puis entraîneur français de basket-ball.
  - Bernard Drainville, journaliste et homme politique québécois.
  - Jason Isaacs, acteur et producteur britannique.
- 1965 : 
  - Cam Neely, joueur et gestionnaire canadien de hockey sur glace.
  - Olivier Boivin, céiste français, médaillé olympique.
- 1966 : Faure Gnassingbé Eyadema, président togolais.
- 1967 :
  - Paul Giamatti, acteur américain.
  - Laurence Leblanc, photographe française.
  - Ron Zwerver, joueur de volley-ball néerlandais, champions olympique.
- 1968 : François Avard, auteur et scénariste québécois.
- 1969 : 
  - Maicel Malone-Wallace, athlète américaine spécialiste du 400 m, championne olympique.
  - Fernando Redondo, footballeur argentin.
- 1970 :
  - Krzysztof Mila, basketteur polonais.
  - James Shaffer, musicien américain, guitariste du groupe Korn.
- 1971 : Stéphane Ouellet, boxeur québécois.
- 1972 : Cristina Scabbia, chanteuse italienne du groupe Lacuna Coil.
- 1973 : Peggy Bouchet, navigatrice et entrepreneuse française.
- 1974 :
  - Uncle Kracker, chanteur et musicien américain.
  - Guillaume Musso, écrivain français.
- 1975 : Niklas Sundström, joueur de hockey sur glace suédois.
- 1976 : 
  - Julie Perreault, actrice canadienne.
  - Hamza Yerlikaya, lutteur turc, double champion olympique.
- 1977 : Małgosia Bela, mannequin et actrice polonaise.
- 1978 : 
  - Judith Barsi, actrice américaine d'origine hongroise († 25 juillet 1988).
  - Faudel (Faudel Belloua dit), chanteur français.
  - Jeremy Gara, musicien canadien, batteur du groupe Arcade Fire.
  - Konstantīns Konstantinovs champion du monde letton de force athlétique († 28 octobre 2018).
  - Igors Vihrovs, gymnaste letton, champion olympique.
  - Nicolas Wilgenbus, luthier français.
- 1980 : 
  - Jennifer Armentrout, écrivaine américaine.
  - Kim Chung-tae, archer sud-coréen, champion olympique.
- 1981 :
  - Charles Diers, footballeur français.
  - Jackson Vroman, basketteur libano-américain († 29 juin 2015).
- 1982 :
  - Marian Oprea, athlète de sauts roumain.
  - William Ryder, joueur de rugby à XV et de rugby à sept fidjien.
- 1983 :
  - Juan Manuel Leguizamón, joueur de rugby à XV argentin.
  - Joe Rokocoko, joueur de rugby à XV néo-zélandais.
- 1984 :
  - Stephanie LeDrew, curleuse canadienne.
  - Johann Zarca, romancier français.
- 1985 : Sebastian Larsson, footballeur suédois.
- 1986 :
  - Kim Hyunjoong, chanteur sud-coréen.
  - Gin Wigmore, musicienne néo-zélandaise.
- 1987 :
  - Niklas Hjalmarsson, joueur de hockey sur glace suédois.
  - Keizer, rappeur néerlandais.
  - Jenna O'Hea, basketteuse australienne.
  - Rubin Okotie, footballeur autrichien.
  - Ruddy Zang-Milama, athlète de sprint gabonaise.
- 1988 :
  - Ryan Brathwaite, athlète de haies barbadien.
  - Arianna Errigo, fleurettiste italienne.
- 1989 :
  - Robert Sacre, basketteur américano-canadien.
  - James Slipper, joueur de rugby à XV australien.
- 1990 :
  - Paige Hareb, surfeuse néo-zélandaise.
  - Mathieu Spinosi, acteur et violoniste français.
- 1991 : Nolan Fontana, joueur de baseball américain.
- 1992 :
  - Freeze Corleone (Issa Diakhaté dit), rappeur français.
  - Kim Hyuna, chanteuse et danseuse sud-coréenne.
  - Sidy Koné, footballeur malien.
  - Mitch McGary, basketteur américain.
  - Birama Touré, footballeur malien.
- 1994 : David Michineau, basketteur français

## Décès

### Xesiècle
- 913 : Alexandre (IIIe du nom, Alexandros transcrit Αλέξανδρος en grec), co-empereur byzantin de 871 à 912, sous les règnes de Basile Ier après 871 et pendant tout le règne de son frère Léon VI le Sage, puis seul empereur de Byzance du 11 mai 912 à sa mort (° 23 novembre 870).

### XIesiècle
- 1097 : Agnès d'Aquitaine, reine d'Aragon et de Navarre (° 1072).

### XIIesiècle
- 1134 : Norbert de Xanten, prêtre catholique (° 1080)

### XIIIesiècle
- 1217 : Henri Ier, roi de Castille (° 14 avril 1204).
- 1251 : Guillaume III de Dampierre, comte de Flandre (° 1224).
- 1272 : Racibor, duc de Białogarda (° v. 1212).

### XIVesiècle
- 1393 : Go-En'yū, empereur japonais (° 11 janvier 1359).

### XVesiècle
- 1480 : Vecchietta (Francesco di Giorgio e di Lorenzo dit), peintre, sculpteur et architecte siennois (° 1410).

### XVIesiècle
- 1548 : João de Castro, vice-roi des Indes portugaises (° 7 février 1500).

### XVIIIesiècle
- 1710 : Louise de La Vallière, qui fut la maîtresse du roi Louis XIV (° 6 août 1644).
- 1730 : Alain Emmanuel de Coëtlogon, militaire français (° 4 décembre 1646).

### XIXesiècle
- 1813 : Alexandre-Théodore Brongniart, architecte français (° 15 février 1739).
- 1818 : Jean-Baptiste Massieu, religieux et homme politique français (° 17 septembre 1743).
- 1829 : Shanawdithit, dernière représentante du peuple béothuk (° vers 1801/1802).
- 1832 : Jeremy Bentham, philosophe, jurisconsulte et réformateur britannique (° 15 février 1748).
- 1840 : Marcellin Champagnat, homme d'Église et saint catholique français (° 20 mai 1789).
- 1861 : Camillo Cavour, homme politique piémontais (° 10 août 1810).
- 1865 : William Quantrill, capitaine de l'armée des États confédérés (° 31 juillet 1837).
- 1873 : Heinrich Wilhelm Adalbert, militaire allemand (° 29 octobre 1811).
- 1880 : Alexis Saint Martin, trappeur canadien (° 8 avril 1802).
- 1881 : Henri Vieuxtemps, compositeur et violoniste belge (° 17 février 1820).
- 1883 : Ciprian Porumbescu, compositeur roumain (° 14 octobre 1853).
- 1886 : 
  - Carl Jungheim, peintre allemand (° 6 février 1830).
  - Charles Léon Ernest Le Clerc de Juigné, homme politique français (° 16 avril 1825).
- 1891 : John A. Macdonald, homme d'État canadien, premier ministre canadien de 1867 à 1873 puis de 1878 à 1891 (° 11 janvier 1815).

### XXesiècle
- 1916 : Yuan Shikai, empereur et homme politique chinois (° 16 septembre 1859).
- 1919 : Nicole Girard-Mangin, docteure militaire française de la Première Guerre mondiale (° 1878).
- 1924 : Laure Conan, écrivaine canadienne-française (° 9 janvier 1845).
- 1928 : Luigi Bianchi, mathématicien italien (° 18 janvier 1856).
- 1933 : Alphonse Momas, écrivain français (° 1846).
- 1935 : Julian Byng, officier et homme d'État britannique (° 11 septembre 1862).
- 1939 : Raymond Orteig, hommes d'affaires américain d'origine française (° 30 janvier 1870).
- 1941 : Louis Chevrolet, pionnier américain de l’automobile (° 25 décembre 1878).
- 1943 : Guido Fubini, mathématicien italien (° 19 janvier 1879).
- 1944 : 
  - Louis Valmont Roy, militaire acadien de la Seconde Guerre mondiale (° 29 décembre 1922) ;
  - Henri Silvy, tué pendant la Campagne d'Italie, compagnon de la Libération (° 5 septembre 1920) ;
  - et quantité d'autres jeunes militaires alliés (britanniques, canadiens, américains, polonais ou français, par ordre décroissant de l'importance des effectifs engagés par nations), allemands, de civils français morts lors du Débarquement allié dudit D-day ci-avant puis dans les jours qui suivirent de la bataille de Normandie (Seconde Guerre mondiale).
- 1946 : Gerhart Hauptmann, écrivain allemand, prix Nobel de littérature 1912 (° 15 novembre 1862).
- 1948 : Louis Lumière, inventeur et cinéaste français (° 5 octobre 1864).
- 1956 : Margaret Wycherly, actrice anglo(-américaine) (° 26 octobre 1881).
- 1961 : Carl Gustav Jung, psychologue suisse (° 26 juillet 1875).
- 1962 : Yves Klein, peintre français (° 28 avril 1928).
- 1964 : Hermann de Saxe-Weimar-Eisenach, prince allemand (° 14 février 1886).
- 1967 : Edward Givens, astronaute américain (° 5 janvier 1930).
- 1968 : Robert Kennedy dit Bob Kennedy, homme politique américain (° 20 novembre 1925).
- 1976 : Jean Paul Getty, industriel américain (° 15 décembre 1892).
- 1977 : Nguyễn Công Hoan, écrivain vietnamien (° 6 mars 1903).
- 1979 : Jack Haley, acteur américain (° 10 août 1898).
- 1982 : René Arrieu, comédien français (° 22 mars 1924).
- 1983 :
  - Marcelle Auclair, femme de lettres française (° 11 novembre 1899).
  - Hans Leip, militaire et écrivain allemand (° 22 septembre 1893).
- 1985 : Vladimir Jankélévitch, philosophe français (° 31 août 1903).
- 1991 :
  - Stan Getz, musicien américain (° 2 février 1927).
  - Jean Lalonde, chanteur québécois (° 4 mai 1914).
- 1992 : Larry Riley (en), acteur américain (° 20 juin 1952).
- 1994 :
  - Parrita, matador espagnol (° 5 mai 1924).
  - Barry Sullivan, acteur et réalisateur américain (° 29 août 1912).
- 1997 : Magda Gabor, actrice américaine (° 11 juin 1915).
- 2000 : Frédéric Dard, écrivain français (° 29 juin 1921).

### XXIesiècle
- 2001 : Suzanne Schiffman, scénariste et réalisatrice française (° 27 septembre 1929).
- 2003 : Dave Rowberry (en), musicien anglais du groupe The Animals (° 4 juillet 1940).
- 2005
  - Anne Bancroft, actrice américaine (° 17 septembre 1931).
  - Dana Elcar, acteur américain (° 10 octobre 1927).
- 2006 :
  - Billy Preston, musicien américain (° 2 septembre 1946)
  - Camille Sandorfy, chimiste québécois (° 9 décembre 1920).
- 2007 :
  - Philippe Ardant, juriste français (° 21 juillet 1929).
  - Enrique Fuentes Quintana, économiste espagnol (° 3 décembre 1924).
- 2008 : Pascal Massix, acteur français de doublage († 6 juin 2008).
- 2009 :
  - Jean Dausset, immunologiste français, prix Nobel de médecine en 1980 (° 19 octobre 1916).
  - Kiyoshige Koyama, compositeur japonais (° 15 janvier 1914).
- 2010 :
  - Roland Chenail, acteur québécois (° 14 janvier 1921).
  - Marvin Isley (en), bassiste, chanteur et compositeur américain du groupe The Isley Brothers (° 18 août 1953).
- 2012 :
  - Vladimir Kroutov, joueur de hockey sur glace soviétique (° 1er juin 1960).
  - Manuel Preciado, joueur de football puis entraîneur espagnol (° 28 août 1957).
- 2013 : Esther Williams, championne de natation et actrice américaine (° 8 août 1921).
- 2016 : 
  - Peter Shaffer, écrivain, dramaturge et scénariste anglais (° 15 mai 1926).
  - André Warusfel, professeur, inspecteur général et historien des mathématiques français (° 1er décembre 1936).
- 2018 : 
  - René Gilson, critique de cinéma et réalisateur français (° 8 septembre 1921).
  - Marcel Junius, architecte belge (° 23 janvier 1925).
  - David McFadden, poète et écrivain canadien (° 11 octobre 1940).
  - Kira Mouratova (Kira Gueorguievna Mouratova, Кіра Георгіївна Муратова en ukrainien dite Kira M(o)uratova née Korotkova), réalisatrice, scénariste et actrice roumaine puis soviétique et ukrainienne (° 5 novembre 1934).
  - Manex Pagola, auteur compositeur (mélodiste) français d'origine basque (° 28 juin 1941).
  - Monique Papon, femme politique française (° 5 octobre 1934).
  - Red Schoendienst, joueur de baseball américain (° 2 février 1923).
  - Mary Wilson de Rievaulx, épouse du Premier ministre britannique (° 12 janvier 1916).
- 2019 : 
  - Fernando Aínsa, écrivain hispano-uruguayen (° 24 juillet 1937).
  - Dr. John, pianiste, guitariste et chanteur américain (° 20 novembre 1941).
  - Seiko Tanabe, écrivaine japonaise (° 27 mars 1928).
- 2020 : 
  - Jean-Marie Bourgeois, skieur français (° 19 novembre 1939).
  - Reche Caldwell, joueur de foot U.S. américain (° 28 mars 1979).
  - Andrée Champagne, actrice et femme politique québécoise (° 17 juillet 1939).
  - Jean-Marc Chaput, conférencier et auteur canadien (° 6 novembre 1930).
  - Constantin Xenakis, peintre et sculpteur grec naturalisé français (° 28 décembre 1931).
  - Sergueï Zagraïevski, peintre, historien d'art et écrivain russe (° 20 août 1964).
- 2021 : 
  - Jacques Behnan Hindo, évêque turc de l'Église catholique syriaque (° 8 août 1941).
  - Revaz Gabriadze, metteur en scène, réalisateur, scénariste, dramaturge, peintre et sculpteur géorgien (° 29 juin 1936).
  - Michel Host, écrivain français (° 30 septembre 1937).
  - Ei-ichi Negishi, chimiste japonais (° 14 juillet 1935).
  - Mansour Ojjeh, homme d'affaires franco-saoudien (° 25 septembre 1952).
- 2022 : 
  - Zéta Aimilianídou, femme politique chypriote (° 2 septembre 1954).
  - Gianni Clerici, journaliste sportif, écrivain et commentateur de télévision italien (° 24 juillet 1930).
  - Jacques Destoop, acteur et peintre français (° 17 juin 1931).
  - Florence d'Harcourt, femme politique française (° 10 mars 1929).
  - Juliette de La Genière, archéologue française (° 4 août 1927).
  - Orlando Jorge Mera, avocat et homme politique dominicain (° 22 novembre 1966).
  - Valeri Rioumine, cosmonaute soviétique (° 16 août 1939).
  - Jacques Villeglé, plasticien et peintre français (° 27 mars 1926).
- 2023 : 
  - Paul Eckstein, acteur, scénariste et producteur américain (° ? 1963).
  - Françoise Gilot, artiste peintre et écrivaine française (° 26 novembre 1921).
  - Pierre Henrici, prêtre jésuite suisse (° 31 mars 1928).
  - Tony McPhee, guitariste britannique (° 23 mars 1944).
  - Tony Murray, homme d'affaires d'origine française et de nationalité franco-britannique (° 8 février 1920).
  - Noreen Nash, actrice américaine (° 4 avril 1924).

## Célébrations

### Internationales
- Nations unies :  journée de la langue russe fixée au jour de la naissance du poète russe Alexandre Pouchkine en 1799 ci-avant[8],[9].
- Journée internationale de la maladie de Verneuil [10].

### Nationales
- Argentine : jour de l'ingénierie argentine (es).Gustav Vasa, élu roi de Suède en 1523.

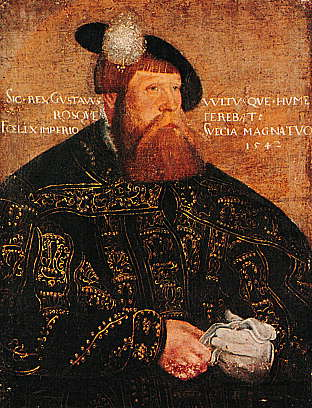
Gustav Vasa, élu roi de Suède en 1523.

- Bolivie : journée des professeurs commémorant la fondation de la première École normale à Sucre et la naissance de Modesto Omiste Tinajeros (es) en 1840 ci-avant.
- Chili : día nacional del comercio / « journée nationale du commerce »[11].
- Corée du Sud : 현충일(顯忠日), hyeonchung-il ou « jour du mémorial » pour honorer les Coréens morts pour le pays[12].
- Queensland (Australie) : fête du Queensland commémorant la naissance de l'État fédéré.
- Suède (Union européenne) : fête nationale suédoise anciennement « fête du drapeau » commémorant l'élection du roi Gustav Vasa en 1523 illustrée ci-contre, événement considéré comme la naissance de la Suède moderne, à 15 jours voire quelques autres de la Midsommar night et de ses feux de solstice d'été et mâts de cocagne et danses familiales (voir le cadre de la comédie d'Ingmar Bergman Sourires d'une nuit d'été) et à équidistance semestrielle de leur sainte-Lucie fête des lumières les 13 décembre quasiment aux solstices d'hivers (voir aussi la fête nationale du Danemark la veille 5 juin).

### Religieuse
Scientologie : Maiden Voyage Anniversary / anniversaire du voyage inaugural du Freewinds.

### Saints des Églises chrétiennes

#### Saints catholiques et orthodoxes du jour
Référencés ci-après in fine, :
- Agobard de Lyon († 840 ou 841) -ou « Agobardus », « Agobaldus », « Aguebaud »-, d'origine espagnole (?), archevêque de Lyon.
- Alexandre († vers 590), évêque de Fiesole en Toscane, martyr noyé en Émilie (Italie).
- Anoub le Thaumaturge, ermite au Ouadi Natroun / désert de Scété en Égypte.
- Artème († 304), avec Bianca de Rome (ou Candida/Candide) son épouse et Pauline leur fille, martyrs à Rome sous Dioclétien.
- Bessarion († 400), anachorète à Scété en Égypte.
- Claude de Besançon († 699), archevêque de Besançon.
- Coca de Kilcock (Ve siècle), abbesse irlandaise.
- Eustorge II de Milan († 518), évêque de Milan en Lombardie, confesseur.
- Gérase († vers 450) -ou « Céras » ou « Cérat »-, d'origine burgonde, évêque de Grenoble en Dauphiné, chassé par les Ariens.
- Gurval (VIIe siècle), Évêque et Confesseur.
- Hilarion le Jeune († 845), originaire de Cappadoce, higoumène (abbé) du monastère de Dalmate à Constantinople, confesseur des icônes sous la persécution iconoclaste des empereurs byzantins Léon V l'Arménien et Théophile.
- Jarlath de Tuam († vers 550), premier évêque de Tuam dans le Connaught en Irlande, fondateur du monastère de Cluain Fois.
- Nilammon († Ve siècle), ermite en Égypte.
- Philippe († 80) -Philippe le Diacre- dit l'« Apôtre de la Palestine », l'un des sept premiers diacres ordonnés par les Apôtres ; fête locale et ancienne date en Occident, fêté actuellement[C'est-à-dire ?] le 11 octobre[15],[16].

#### Saints et bienheureux catholiques du jour
référencés ci-après :
- Bertrand d'Aquilée († 1350), bienheureux, évêque d’Aquilée et martyr à Udine en Vénétie sur les ordres du comte de Goritz.
- Colman († vers 1010), évêque en Écosse, dans l’archipel des Orcades, peut-être identique à Colman de Stockerau.
- Falcon († 1146), bienheureux, abbé de l'abbaye territoriale de la Sainte Trinité de Cava (monastère de Cava) en Italie.
- Gérard Tintorio († 1207), bienheureux laïc italien.
- Guillaume Greenwood († 1537), bienheureux religieux chartreux anglais, martyr.
- Innocent Guz († 1940) -ou « Joseph Adalbert Guz »-, bienheureux, prêtre franciscain polonais, martyr des nazis au camp de Sachsenhausen.
- Laurent de Villamagna († 1535) -ou « Lorenzo de Masculis da Villamagna »-, bienheureux, prêtre franciscain italien.
- Marcellin Champagnat († 1840), prêtre français, fondateur des petits frères de Marie.
- Maria Laura Mainetti († 2000), bienheureuse religieuse italienne martyre.
- Norbert de Xanten († 1134), religieux prémontré allemand devenu archevêque.
- Pierre Dung († 1862), avec Pierre Thuan et Vincent Duong, laïcs martyrs au Vietnam.
- Raphaël Guízar Valencia († 1938), évêque de Veracruz au Mexique.

#### Saint orthodoxe
- Jonas de Perm († 1534), évêque[14], aux dates éventuellement "juliennes" / orientales.
- Païssios († 1504) -ou « Paissios »-, neveu de saint Macaire de Koliazino, prophète et fondateur de monastères dans la région d'Ouglitch en Russie.

### Prénoms du jour
Bonne fête aux Claude et ses variantes masculines : Claudel, Claudi, Claudien, Claudio, Claudius et Claudy ; et féminines : Claudette, Claudie, Claudia et Claudy (fête majeure le 15 février) ;
- aux Norbert et ses formes féminines : Norberte et Norbertine.

Et aussi aux :
- Agobard,
- Goal et ses variantes autant bretonnes : Guoidwal, Guidguale, etc.
- Aux Gurval et ses variantes aussi bretonnes : Gurwal, Gurvan, Gurwan, Gurvand, Gurvant, etc.
- Aux Marcellin et ses variantes : Marcelin, Marcelino, Marcellino.
- Aux Tawba, féminin (?)[réf. souhaitée].

## Traditions et superstitions
- « À la saint-Claude, regarde ton seau, tu ne le verras pas plus haut. »[17]
- « Au mois d’avril, le blé est en épi, au mois de mai, il est en lait, à la saint-Urbain [2 avril], il est en grain, à la saint-Claude, le froment ôte sa caule. »[18]
- « Haricots semés à la saint-Claude, rattraperont les autres. »[17]
- « La saint-Claude baille les cerises ou les ôte. »[17]
- « Les bains que prend Saint Norbert, inondent toute la terre. »[19]
- « Pluie de saint-Claude jaunit la noix. »[17]

### Astrologie
Signe du zodiaque : 16e jour du signe astrologique des Gémeaux.

## Toponymie
Les noms de plusieurs voies, places, sites ou édifices de pays ou régions francophones contiennent cette date sous diverses graphies : voir Six-Juin .